# Veturius transversus
Veturius transversus (лат.) — вид сахарных жуков рода Veturius из семейства пассалиды (Passalidae). Неотропика: Аргентина, Бразилия (Амапа, Амазонас, Пара), Гайана, Колумбия, Парагвай, Перу, Суринам, Французская Гвиана, Эквадор. Длина около 4 см (34—41 мм). Отличается следующими признаками: средние голени с небольшим шипом на внешней границе; вершина мандибул двузубая; лобные ямки голые; маргинопронотальные ямки узкие и поверхностные; плечи голые. Фронтоклипеальный шов отсутствует. Лобные гребни V-образные. Передний край переднеспинки бисинуатный. Клипеус виден дорсально, передние углы клипеуса хорошо развиты и видны.